# L'Espasí
L'Espasí és una muntanya de 592 metres que es troba al municipi de Roquetes, a la comarca catalana del Baix Ebre.